# ليو سونغ
ليو سونغ (بالصينية: 刘菘) هو لاعب سنوكر صيني، ولد في 8 ديسمبر 1983 في تيانجين في الصين.

## روابط خارجية
- ليو سونغ على موقع CueTracker.net (الإنجليزية)
- ليو سونغ على موقع اللجنة الأولمبية الصينية (الإنجليزية)